# Isandrina nutans
Isandrina nutans là một loài thực vật có hoa trong họ Đậu. Loài này được (Collad.) Britton & Rose mô tả khoa học đầu tiên năm 1930.